# Morwa (ort i Indien)
Morwa är en ort i Indien.   Den ligger i distriktet Pānch Mahāls och delstaten Gujarat, i den centrala delen av landet, 700 km sydväst om huvudstaden New Delhi. Morwa ligger 159 meter över havet och antalet invånare är 20 168.
Terrängen runt Morwa är platt. Runt Morwa är det tätbefolkat, med 493 invånare per kvadratkilometer. Det finns inga andra samhällen i närheten. Trakten runt Morwa består till största delen av jordbruksmark.